# يوجين روسو
يوجين روسو (بالإنجليزية: Eugene Rousseau)‏ هو عازف ساكسفون أمريكي، ولد في 23 أغسطس 1932 في بلو أيلاند في الولايات المتحدة.

## وصلات خارجية
- الموقع الرسمي
- يوجين روسو على موقع ميوزك برينز (الإنجليزية)
- يوجين روسو على موقع أول ميوزيك (الإنجليزية)
- يوجين روسو على موقع ديسكوغز (الإنجليزية)